# Большой Дор (Архангельская область)
Большой Дор — деревня в Устьянском районе Архангельской области.

## География
Находится в южной части Архангельской области на расстоянии приблизительно 8 км на юго-восток по прямой от административного центра района поселка Октябрьский.

## История
В 1859 году здесь (деревня Вельского уезда Вологодской губернии) было учтено 30 дворов. До 2022 года входила в Малодорское сельское поселение до его упразднения.

## Население
Численность населения: 213 человек (1859 год), 19 (русские 100 %) в 2002 году, 12 в 2010.